# Стипендия Чивнинг

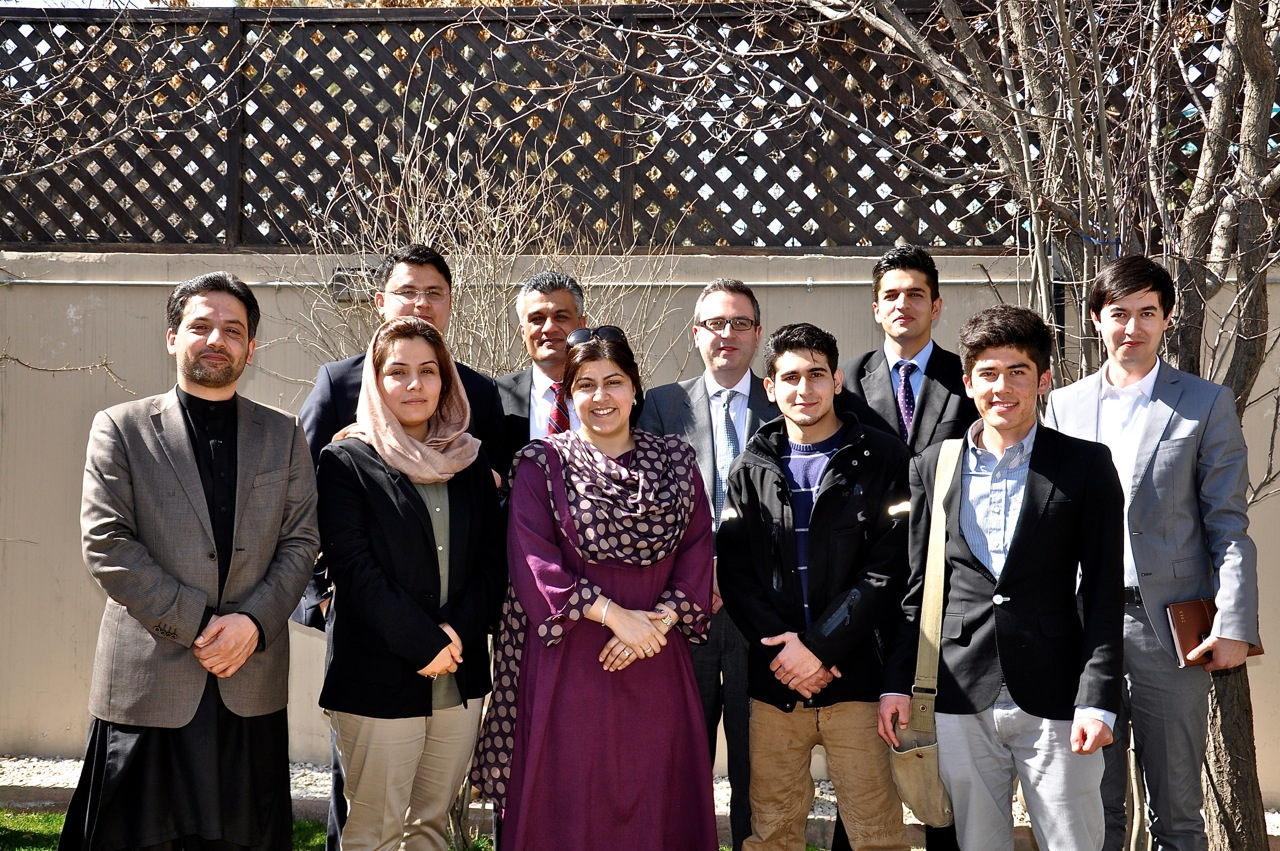
Выпускник Стипендии Чивнинг в Афганистане

Стипендия Чивнинг (англ. Chevening Scholarship) — международная система стипендий, позволяющая студентам с лидерскими качествами со всего мира проходить обучение в университетах Великобритании. Финансирование осуществляется за счёт Министерства иностранных дел и по делам Содружества и партнёрских организаций.

## История
Программа была начата в 1983 году, заявленная цель заключается в создании сети друзей Великобритании, которые будут будущими лидерами в своих странах. Своё название программа получила в 1994 году.
В 2004 году Министерство иностранных дел и по делам Содружества приступило к осуществлению дополнительной программы стипендий Чивнинг, она предусматривает места для специалистов среднего звена, уже занимающих руководящие и влиятельные должности, которые будут проходить трёхмесячные курсы в областях, связанных с политическими целями Форин-офиса.
В 2007—2008 учебном году стипендии Чивнинг обошлись Министерству иностранных дел и по делам Содружества Великобритании примерно в 22 млн фунтов стерлингов по тогдашнему курсу. В 2015-2016 учебном году количество стипендий было увеличено до 1500, в 2017—2018 учебном году общее количество стипендий составило 1650. В октябре 2018 года программа стипендий Чивнинг отметила свое 35-летие, предоставив в общей сложности 1800 стипендий студентам из 160 стран на 2018—2019 учебный год , ранее в том же году число стипендиатов достигло отметки в 50 000 человек.

## Участвующие страны
Количество доступных стипендий варьируется от страны к стране. В настоящее время более тридцати стипендий присуждается кандидатам из Непала, Индии, России и Китая. Двадцать или более присуждаются кандидатам из Египта, Южной Кореи, Индонезии, Пакистана, Мексики, Таиланда и Бразилии, менее пяти стипендий доступны кандидатам из Австралии и Канады, американские студенты вовсе не имеют права.
Лауреаты стипендий Чивнинг часто получают освещение в национальных и местных газетах.

## Критерии
Критерии отбора для получения стипендии Чивнинг направлены на выявление «высококвалифицированных выпускников, обладающих личностными, интеллектуальными и межличностными качествами, необходимыми для лидерства». Конкретные критерии отбора для получения стипендий Чивнинг варьируются от страны к стране и год от года. 

## Стипендиаты
Среди известных стипендиатов:
- 1982 —  Энн Энрайт
- 1986 —  Сурья Субеди[англ.]
- 1986 —  Гильермо Шеридан[англ.]
- 1989 —  Ширани Бандаранайаке[англ.]
- 1992 —  Чэнь Лянъюй
- 1994 —  Стоун Сизани[англ.]
- 1994 —  Майкл Джонсон[англ.]
- 1995 —  Ирина Чикалова
- 1996 —  Раджеш Тальвар[англ.]
- 1997 —  Бахрам Абдухалимов
- 1997 —  Герт ван Кальстер[англ.]
- 1998 —  Альваро Урибе Велес
- 1998 —  Винс Дисон[англ.]
- 1999 —  Сергей Станишев
- 2000 —  Эрдем Моралиоглу
- 2001 —  Фавад Хасан Фавад[англ.]
- 2001 —  Боладжи Абдуллахи[англ.]
- 2002 —  Хелон Хабила
- 2002 —  Гига Бокерия
- 2002 —  Карлос Мендоса
- 2004 —  Сигмюндюр Давид Гюннлёйгссон
- 2004 —  Тигран Мкртчян
- 2004 —  Владимир Меджак[англ.]
- 2004 —  Владислав Грибинча[англ.]
- 2005 —  Саймон Колавол[англ.]
- 2005 —  Мозес Алобо[англ.]
- 2006 —  Эмиль Кирьяс[англ.]
- 2007 —  Джозеф Ману[англ.]
- 2008 —  Биньяванга Вайнайна
- 2008 —  Карлос Альварадо Кесада
- 2008 —  Деклен Хилл
- 2008 —  Румби Катедза
- 2008 —  Петрит Селими
- 2010 —  Вукша Великович[англ.]
- 2010 —  Шанон Шах[англ.]
- 2012 —  Кренар Гаши[англ.]
- 2012 —  Норелдин Уэйзи[англ.]
- 2014 —  Анна Опоса[англ.]
- 2016 —  Катлего Кай Коланйане-Кесупиле
- 2016 —  Максим Кац
- 2019 —  Степанида Кириллина
- 2019 —  Ася Казанцева
- 2019 —  Дарез Ахамед[англ.]